# ستاری براچین
ستاری براچین (به صربی: Stari Bračin) یک منطقهٔ مسکونی در صربستان است که در ناحیه نیشاوا واقع شده‌است. ستاری براچین ۳۷۱ نفر جمعیت دارد.